# Melancholia

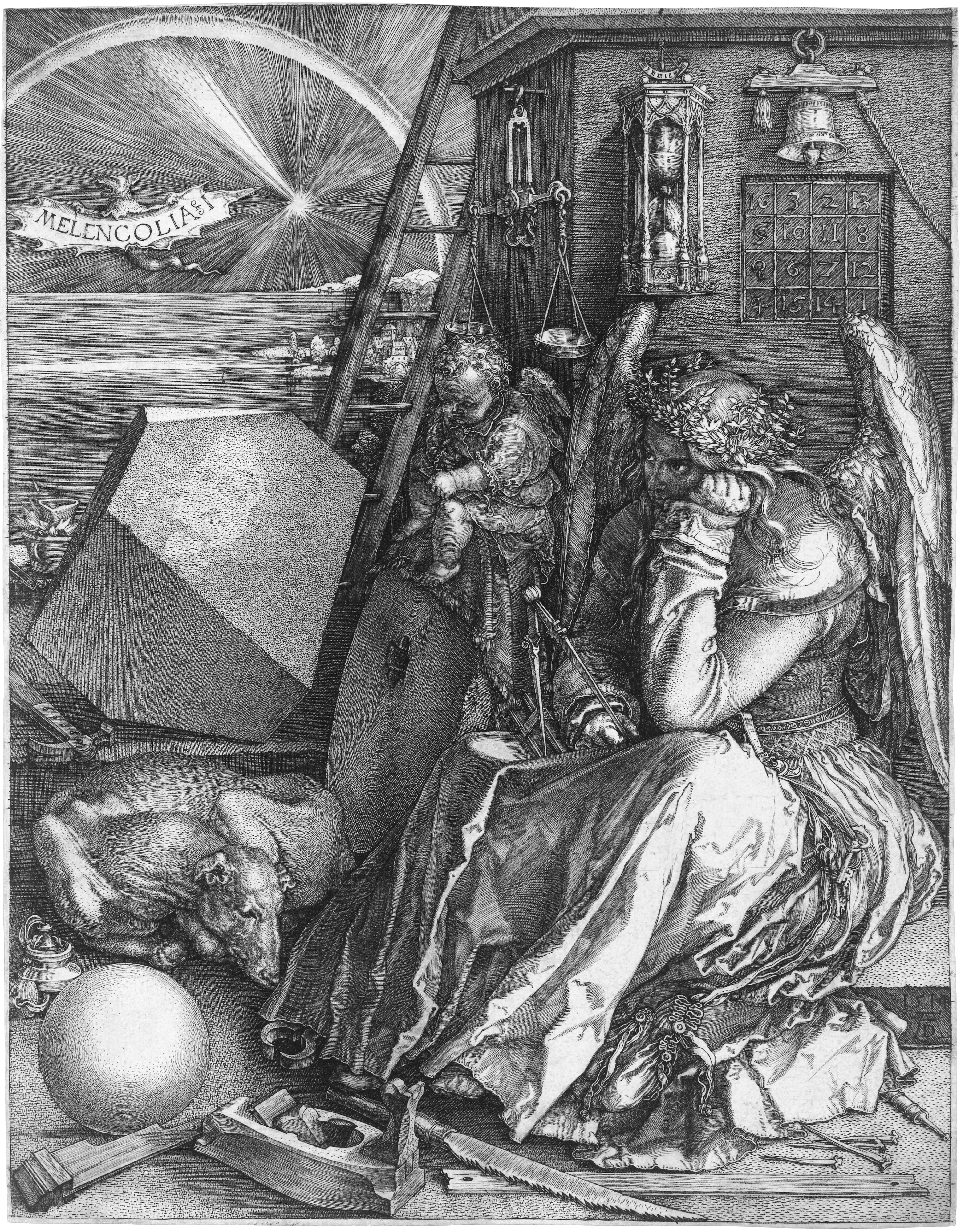
Melancholia I Albrechta Dürera

Melancholia (stgr. μελαγχολία – „czarna żółć”) – w języku potocznym zasmucenie związane ze wspomnieniami, stan lekkiego przygnębienia. 
W dawnym języku medycznym stosowano ten termin na określenie schorzenia psychicznego, później znanego jako depresja.
W literaturze pięknej występuje również pojęcie melancholijny oznaczające stan permanentnego smutku, nostalgii (np. postać Hamleta).
Ks. Józef Tischner uważał melancholię za jedną z narodowych wad Polaków (melancholia narodowa rodząca się z porażki). Pisał, że jest ona:

… rozpaczą, która nie zdążyła dojrzeć (…) stanem niedojrzałej radości. Kryje ona w sobie radość doprowadzoną do połowy i w połowie skazaną na przeistoczenie w egzystencjalny smutek.

W „polskiej melancholii narodowej” dostrzegał nutę rzewności, która: 

… nie jest ani tak gwałtowna jak rozpacz, ani nie koncentruje się tak wyłącznie na jednym wydarzeniu jak żałobny płacz. (…) Rzewność jest swojska, polska. Jest dla melancholii tym, czym dźwięk dla tonu, kolor dla przestrzeni, fala dla płynącej wody".